# Pingó

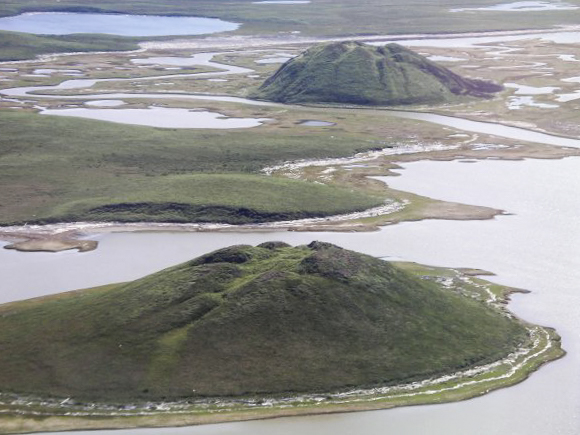
Pingók Tuktoyaktuk közelében, Északnyugati Területek, Kanada

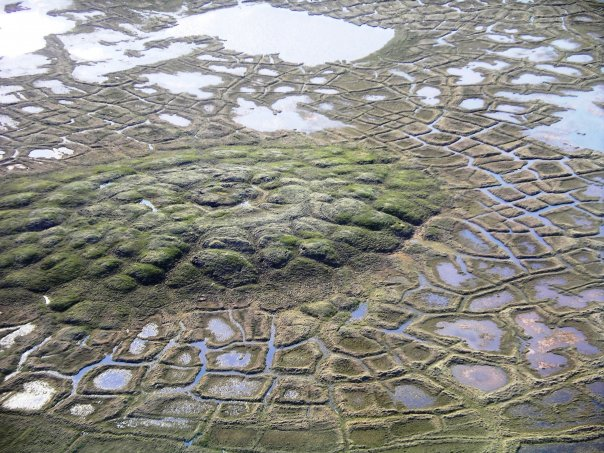
Olvadó pingó és jégékek Tuktoyaktuk közelében, Északnyugati Területek, Kanada

A pingó föld takarta jégből álló halom. Az Arktiszon és a szubarktikus területeken találtak ilyen halmokat, amelyeknek a magassága elérheti a 70 métert és az átmérője a 600 métert.
Periglaciális jelenség, tehát olyan területekre jellemző, ahol az időszakos fagyás és olvadás jelentős mértékben alakítja a környezetet.
A szó a nyugat-kanadai inuit nyelvekből származik, a jelentése dombocska. 

## Kialakulása
Pingók csak permafroszt környezetben alakulhatnak ki, azaz ott, ahol a talaj legalább két évig fagyott állapotban van. Ha valahol összeomlott pingók vannak, abból arra lehet következtetni, hogy ott korábban permafroszt volt.